# Volkssternwarte Ubbedissen
Die Volkssternwarte Ubbedissen ist eine vom Naturwissenschaftlichen Verein Bielefeld betriebene Volkssternwarte. Sie liegt am Ostrand von Bielefeld im Stadtteil Ubbedissen. Ihre geografische Lage beträgt 8° 37′ 45″ östlicher Länge und 51° 59′ 18″ nördlicher Breite, 110 m ü. NN.
Die Sternwarte Ubbedissen befindet sich im Obergeschoss des Diakoniezentrums, die Kuppel ist auf dem Dach darüber montiert. In der Kuppel steht ein stationär montierter 16"-Hypergraph (40 cm Spiegeldurchmesser) mit Zubehör zur Beobachtung und Himmelsfotografie zur Verfügung, darüber hinaus existieren weitere, mobile Teleskope zur Beobachtung außerhalb des Einflusses der angrenzenden Stadt.
Die Volkssternwarte Ubbedissen bietet regelmäßige öffentliche Beobachtungen des Sternhimmels und der Sonne sowie astronomische Vorträge an. Die Sternwarte ist jeweils freitags ab 20 Uhr geöffnet, Sondertermine und Vorträge werden ausgehängt und auf der Internetseite angekündigt.